# Filippine ai Giochi della XXI Olimpiade
Le Filippine parteciparono ai Giochi della XXI Olimpiade che si sono svolti a Montréal dal 17 luglio al 1º agosto 1976, con una delegazione di 14 atleti impegnati in 6 discipline per un totale di 21 competizioni. Fu la dodicesima partecipazione di questo paese ai Giochi estivi e si trattò della rappresentativa filippina meno numerosa dopo Los Angeles 1932. Non fu conquistata nessuna medaglia.